# 에치고토키메키 철도

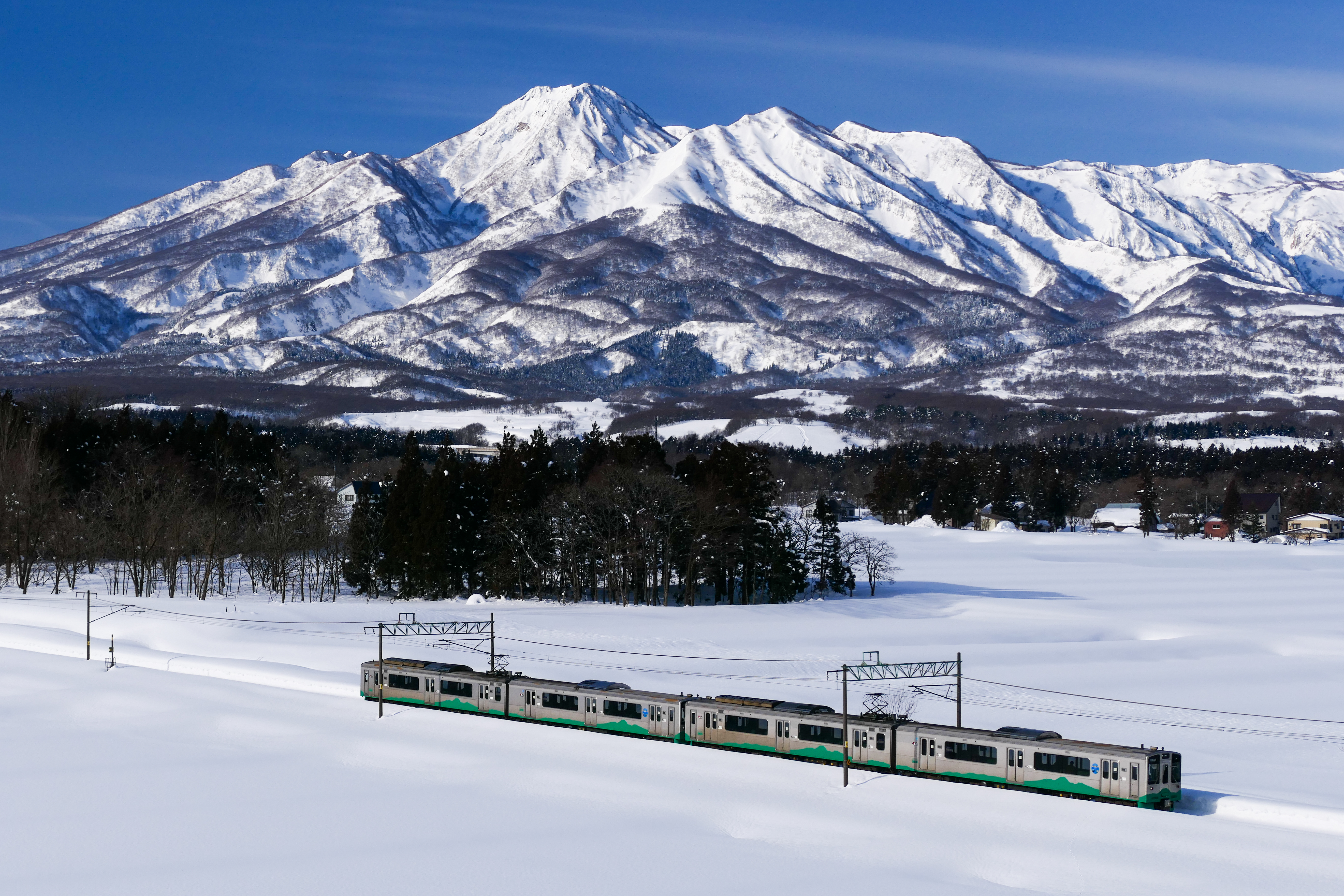

에치고토키메키 철도(일본어: えちごトキめき鉄道 에치고토키메키데쓰도우[*])는 호쿠리쿠 신칸센 나가노 - 가나자와 구간 개통에 수반해 병행 재래선으로서 동일본 여객철도(JR동일본)와 서일본 여객철도(JR서일본)으로부터 경영 분리되게 된 신에쓰 본선과 호쿠리쿠 본선의 니가타현 구간의 부분을 운영하는 제3종 철도 회사이다.
회사에 포함된 토키메키는 '설렘'이라는 의미이며, 또한 토키는 따오기를 의미한다.

## 역사
- 2010년 11월 22일: 니가타 현 병행재래선 주식회사(일본어: 新潟県並行在来線株式会社 니이가타켄헤이코오자이라이센카부시키가이샤[*]) 설립. 본사는 니가타시 주오구에 있는 니가타 현청에 설치.
- 2012년 7월 1일: 에치고토키메키 철도로 회사 명칭 변경.
- 2013년 4월 1일: 본사를 조에쓰시 에 변경 및 이전.(나오에쓰역 북쪽 입구 근처)
- 2015년 3월 14일: 니혼카이 히스이 라인과 묘코 하네우마 라인이 개통.

## 노선
- 니혼카이 히스이 라인(일본어: 日本海ひすいライン): JR서일본 호쿠리쿠 본선의 이치부리역 - 나오에쓰역(59.3 km)을 이관
- 묘코 하네우마 라인(일본어: 妙高はねうまライン): JR동일본 신에쓰 본선의 묘코코겐역 - 나오에쓰 역(37.7 km)을 이관

## 차량
- ET122형 동차: 일반 차량 6량, 이벤트 대응 차량 2량 전 8량을 신규 제조하고 배치한다. 니혼카이 히스이 라인에서 운행되고 아이노카제토야마 철도선 도마리까지 운행될 예정.
- ET127계 전동차: 묘코 하네우마 라인에서 운행된다. JR동일본 니가타 지사가 보유하는 E127계 전동차 0번대의 2량 10편성을 양도 받는다.

## 같이 보기
- 호쿠리쿠 신칸센 개통으로 재래선(기존선)을 계승할 철도 사업사
  - 시나노 철도 (나가노현)
  - 아이노카제토야마 철도 (도야마현)
  - IR 이시카와 철도 (이시카와현)
- 다른 신칸센 개통으로 재래선(기존선)을 계승한 철도 사업사
  - IGR 이와테 은하 철도
  - 아오이모리 철도
  - 히사쓰 오렌지 철도
  - 도난 이사리비 철도